# پالاسوئلس د لا سیرا
پالاسوئلس د لا سیرا (به اسپانیایی: Palazuelos de la Sierra) یک شهرستان در اسپانیا است.